# Charlotte Gouffier de Boisy
Pour les articles homonymes, voir Gouffier et Gouffier de Boisy.
Charlotte Gouffier de Boisy, dame de Brissac, née en 1482 et décédée en 1558, est gouvernante des enfants de France de 1518 à sa mort.

## Biographie
Charlotte Gouffier de Boisy est la fille de Guillaume Gouffier, seigneur de Boisy, et de Philippine de Montmorency . Elle est la sœur d'Artus Gouffier de Boisy, d'Adrien Gouffier de Boisy, de Guillaume Gouffier de Bonnivet et d'Aymar Gouffier de Boisy. 
Elle devient gouvernante des enfants de François Ier, tout comme son frère Guillaume Gouffier. Elle s'occupe d'abord de l'éducation de François de France, alors héritier du trône de France, dès sa naissance. Elle est ensuite la gouvernante de Marguerite de France, fille cadette de François Ier.
Elle épouse le 11 février 1504 René de Cossé dans le but de renforcer la position de son frère Artus Gouffier, Cossé étant un adversaire du maréchal de Gié. Elle est la mère de Charles Ier de Cossé, d'Artus de Cossé-Brissac et de Philippe de Cossé-Brissac.